# Harel Skaat
Harel Skaat (הראל סקעת, født 8. august 1981, i Kfar Saba, Israel) er en sanger som, hurtigt steg til berømmelse som nummer to i den anden sæson af "Kokhav Nolad" i 2004.
Skaat's syngende talenter tiltrak opmærksomhed. Da han var 6 vandt han en sang konkurrence i sin hjemby og har også optrådt i et afsnit af en populær israelsk tv-show.
I 2009 blev han valgt som den israelske repræsentant i Eurovision Song Contest 2010.